# L’Antijuif

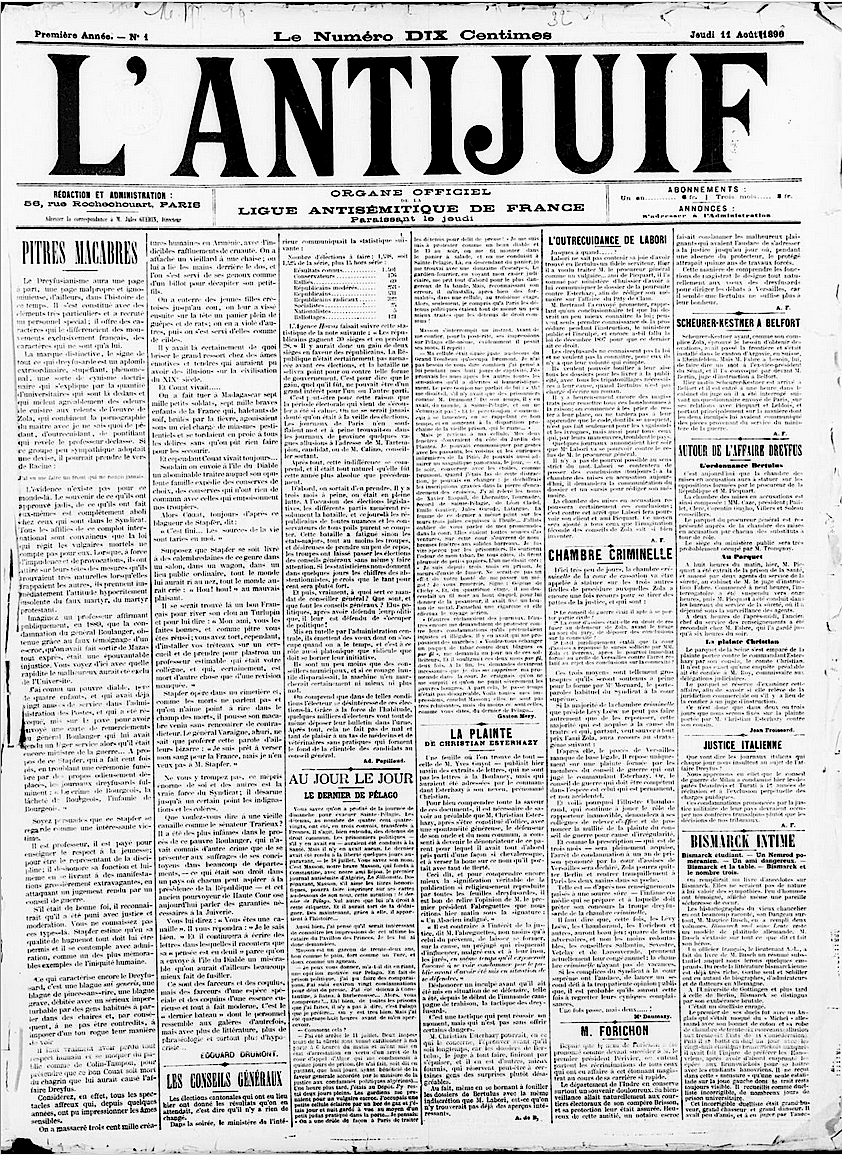
L’Antijuif, erste Nummer

L’Antijuif ist eine ehemalige antisemitische französische Wochenzeitung, die am 11. August 1898 in Paris von dem Anti-Dreyfusard Jules Guérin, dem Vorsitzenden der Vereinigung Grand Occident de France (zunächst Ligue antisémitique de France genannt), gegründet wurde, als deren offizielles Organ sich die Zeitschrift verstand. Die Auflage betrug 40.000 Exemplare, von denen die Hälfte kostenlos als Propaganda verteilt wurde. Am 2. April 1903 erschien die letzte Ausgabe.

## Geschichte

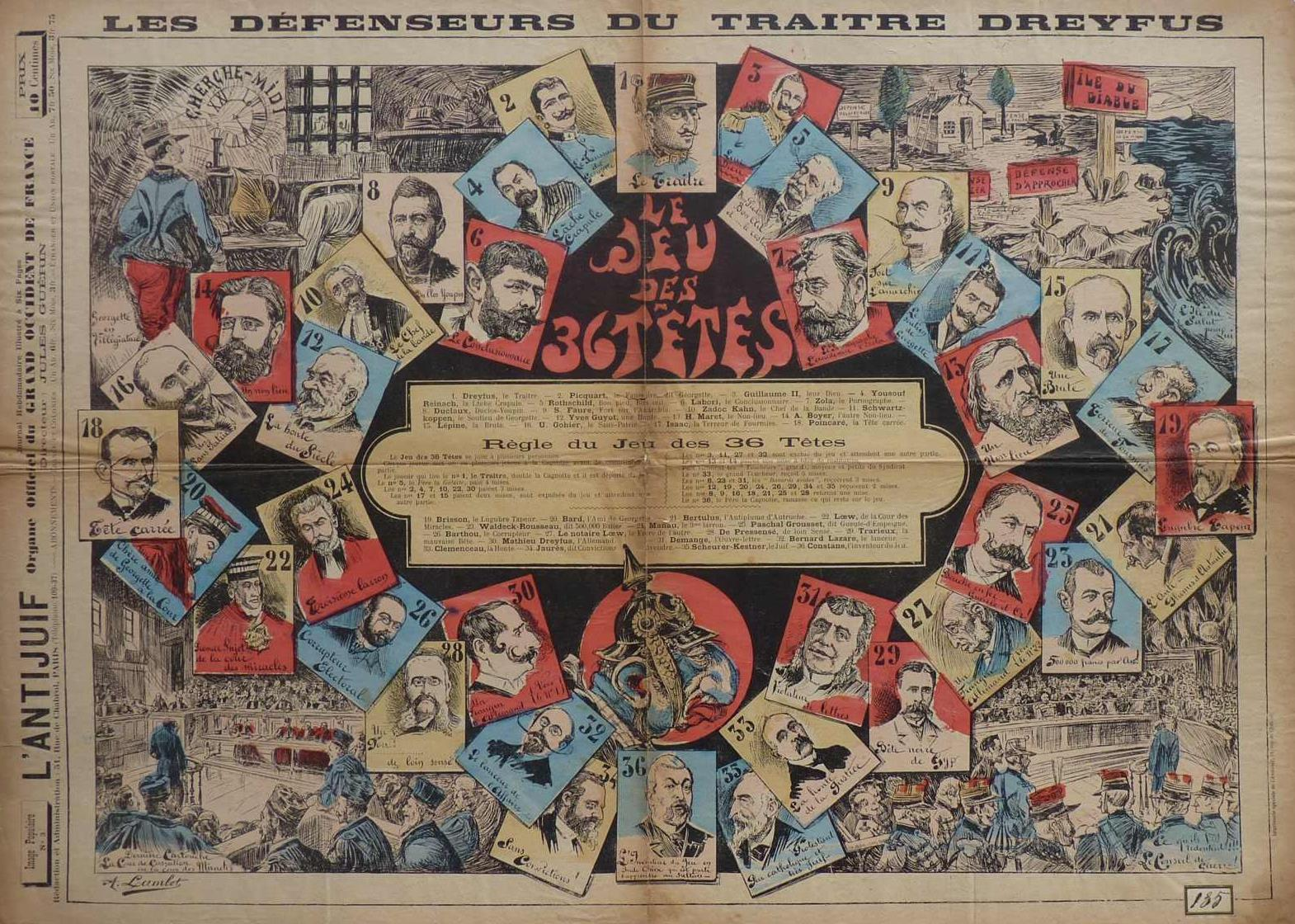
Le Jeu des 36 têtes (Das Spiel der 36 Köpfe), Beilage der antisemitischen Wochenzeitschrift L'Antijuif.

L’Antijuif erschien mitten in der Dreyfus-Affäre. Sie kostete 10 Centimes, trug den Untertitel „Défendre tous les travailleurs“ („Alle Arbeiter verteidigen“) und hatte eine Redaktion, die sich zunächst in der Rue Rochechouart 56 befand. Nach einigen Ausgaben erschienen Illustrationen, darunter auch farbige Doppelseiten. Am 9. April 1899 wurde auf der Titelseite die Bezeichnung „Grand Occident de France (antijüdischer Ritus)“ eingeführt, die die Bezeichnung „Ligue antisémitique de France“ ersetzte. Die Zeitung wurde unter anderem vom Duc d’Orléans finanziert.
Am 23. April 1899 wurden der Sitz der Zeitung und des Vereins in die Rue de Chabrol 51 verlegt, wo er am 13. August 1899 von der Polizei belagert wurde, da sich Guérin der Verhaftung entziehen wollte. (Guérin war zusammen mit Paul Déroulède einer Verschwörung gegen die Sicherheit des Staates beschuldigt worden.) Seine Zitadelle hielt mit zwölf Mann fünf Wochen lang stand. Die damalige Presse prägte den Begriff Fort Chabrol. Guérin wurde verhaftet und die Zeitschrift wurde am 2. Juli 1899 eingestellt.
Sie wurde am 11. März 1900 unter der Leitung seines Bruders Louis Guérin an derselben Adresse, aber mit nur einer Nummer wieder aufgenommen, während am 20. März in Nancy eine Publikation unter dem Titel Le Petit antijuif de l’Est erschien, die sich als regionales Organ des Grand Occident de France bezeichnete und 1909 ihr Erscheinen einstellte. Im Oktober 1901 erschien Le Petit Antijuif de Lyon, der im September 1902 eingestellt wurde. Im selben Jahr, am 18. Juni, erschien Le Petit Antijuif de Paris mit nur zwei Ausgaben.
L’Antijuif de la rue de Chabrol erschien wieder am 6. Januar 1901, wurde auf 5 Centimes verbilligt und am 27. Dezember 1902 wieder eingestellt, bevor am 22. März und 2. April 1903 seine letzten Ausgaben veröffentlicht wurden.
Eine Beilage, L’Antijuif français illustré, erschien vom 8. September bis zum 29. Dezember 1898, also in den ersten Monaten des Erscheinens, und enthielt zahlreiche Karikaturen.
Nach April 1903 gab Guérin die Tageszeitung La Tribune française heraus mit dem Motto: „alle Arbeiter verteidigen, alle Spekulanten bekämpfen“ („défendre tous les travailleurs, combattre tous les spéculateurs“).

## Sonstiges
In Algerien existierte unabhängig von der Pariser Zeitschrift von 1897 bis 1904 „L’Antijuif algérien“.